# سيباستيان كووالتشيك
سيباستيان كووالتشيك (بالبولندية: Sebastian Kowalczyk) هو لاعب كرة قدم بولندي، ولد في 22 أغسطس 1998 في شتشين في بولندا. لعب مع بوغون شتشين.

## وصلات خارجية
- سيباستيان كووالتشيك على موقع الاتحاد الأوربي (الإنجليزية)
- سيباستيان كووالتشيك على موقع الدوري الأمريكي (الإنجليزية)
- سيباستيان كووالتشيك على موقع قاعدة بيانات كرة القدم.إي يو (الإنجليزية)
- سيباستيان كووالتشيك على موقع Soccerway.com (الإنجليزية)